# Basipetospora
Basipetospora — рід грибів родини Monascaceae. Назва вперше опублікована 1968 року.